# Biskupi Lipawy
Biskupi lipawscy – biskupi diecezjalni i biskupi pomocniczy diecezji lipawskiej.

## Biskupi

### Biskupi diecezjalni
| Lata urzędowania | Biskup | Biskup                       | Uwagi                                          |
| ---------------- | ------ | ---------------------------- | ---------------------------------------------- |
| 1938–1965        |        | Antonijs Urbšs               |                                                |
|                  |        | Pēteris Strods               | administrator apostolski                       |
|                  |        | Julijans Vaivods             | administrator apostolski                       |
| 1990–1991        |        | Jānis Cakuls                 | następnie biskup pomocniczy ryski              |
| 1991–1995        |        | Jānis Bulis                  | następnie biskup diecezjalny rzeżycko-agłoński |
| 1995–2001        |        | Ārvaldis Andrejs Brumanis    |                                                |
| 2001–2012        |        | Vilhelms Toms Marija Lapelis |                                                |
|                  |        | Edvards Pavlovskis           | administrator apostolski                       |
| od 2013          |        | Viktors Stulpins             |                                                |

### Biskupi pomocniczy
| Lata urzędowania | Biskup | Biskup                       | Uwagi                                                        |
| ---------------- | ------ | ---------------------------- | ------------------------------------------------------------ |
| 1972–1986        |        | Valerijans Zondaks           |                                                              |
| 1982–1990        |        | Jānis Cakuls                 | następnie koadiutor administratur apostolskich Rygi i Lipawy |
| 2000–2001        |        | Vilhelms Toms Marija Lapelis | następnie koadiutor diecezji lipawskiej                      |